# Domenico Pedrini
Pour les articles homonymes, voir Pedrini.
Domenico Pedrini, né en 1728 à Stanco di Tavernola, localité de Bologne, et mort en 1800 dans la même ville, est un peintre italien.

## Biographie
Domenico Pedrini naît en 1727 ou en 1728 dans la localité de Stanco di Tavernola. Il est élève de Vittorio Bigari et s'inspire du style d'Ubaldo Gandolfi, qui était une de ses connaissances.
Il est membre de l'Accademia Clementina. Domenico Pedrini meurt en 1800. Son fils Filippo devient peintre et apprend la peinture auprès de son père.

## Œuvres

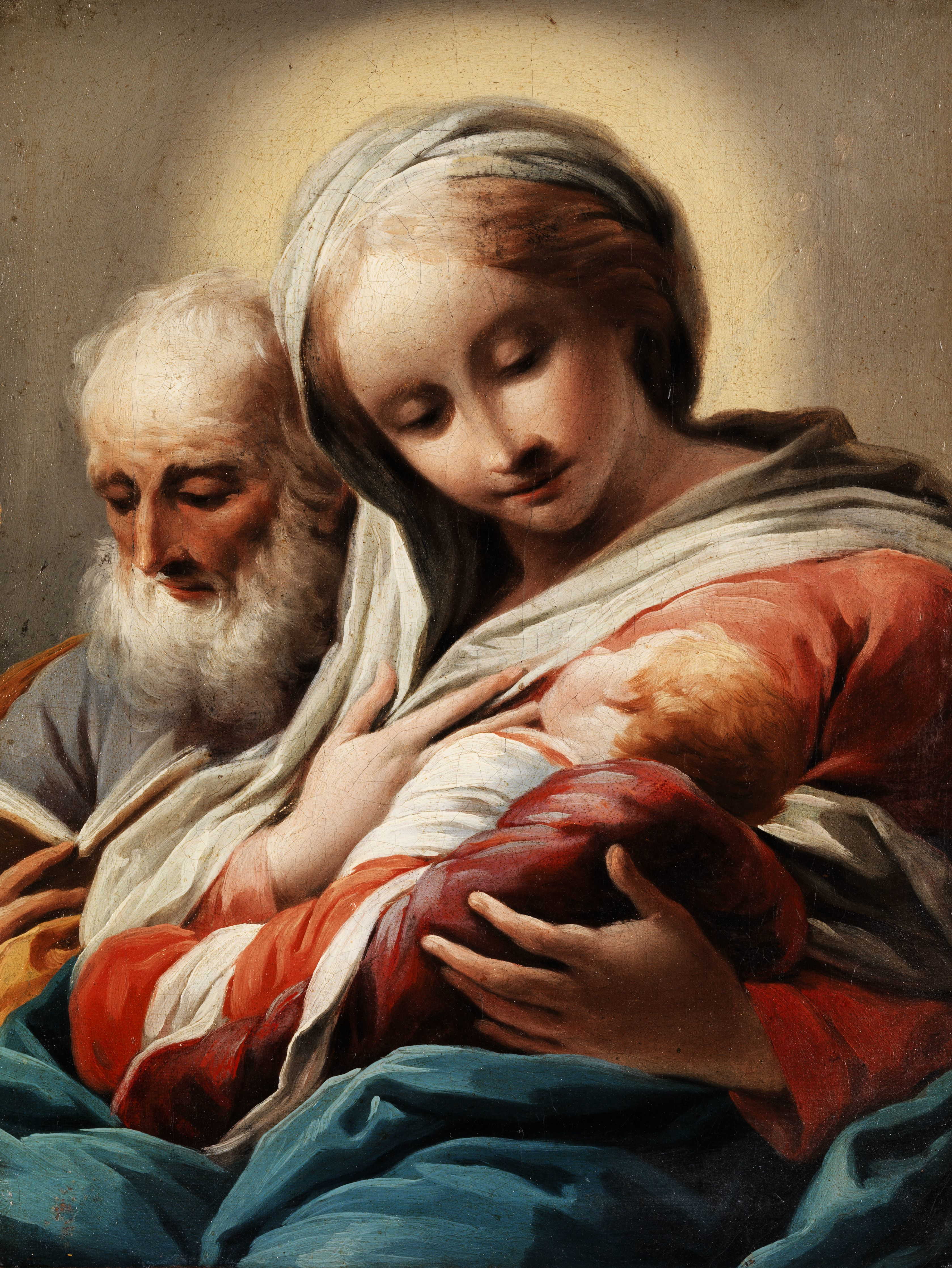
Vierge à l'enfant et saint Joseph, attribué à Domenico Pedrini.

Pedrini a réalisé une Maria col Cuore à l'église des Saints-Sébastien-et-Roch de Cento (it). Aux Santi Bartolomeo e Gaetano, il peint une Notre-Dame des Douleurs.
Il travaille sur l'autel de l'église San Sigismondo de Bologne. Le Saint Joseph à l'Enfant à Santa Maria della Vita (en) est aussi réalisé par lui.